# 奥兰治湾 (加利福尼亚州)
奥兰治湾（英語：Orange Cove），是美国加利福尼亚州弗雷斯诺县下属的一座城市。建市于1948年1月20日，面积大约为1.91平方英里（4.9平方公里）。根据2010年美国人口普查，该市有人口9,078人。